# Zentralverschluss

Zentralverschluss

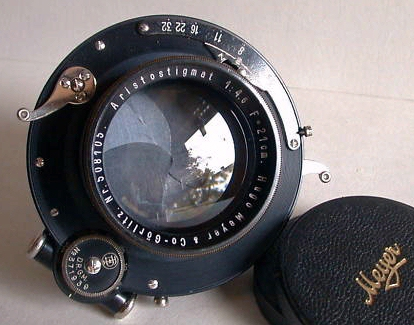
Zentralverschluss in der Mitte eines Aristostigmats

Verschiedene Zentralverschlüsse

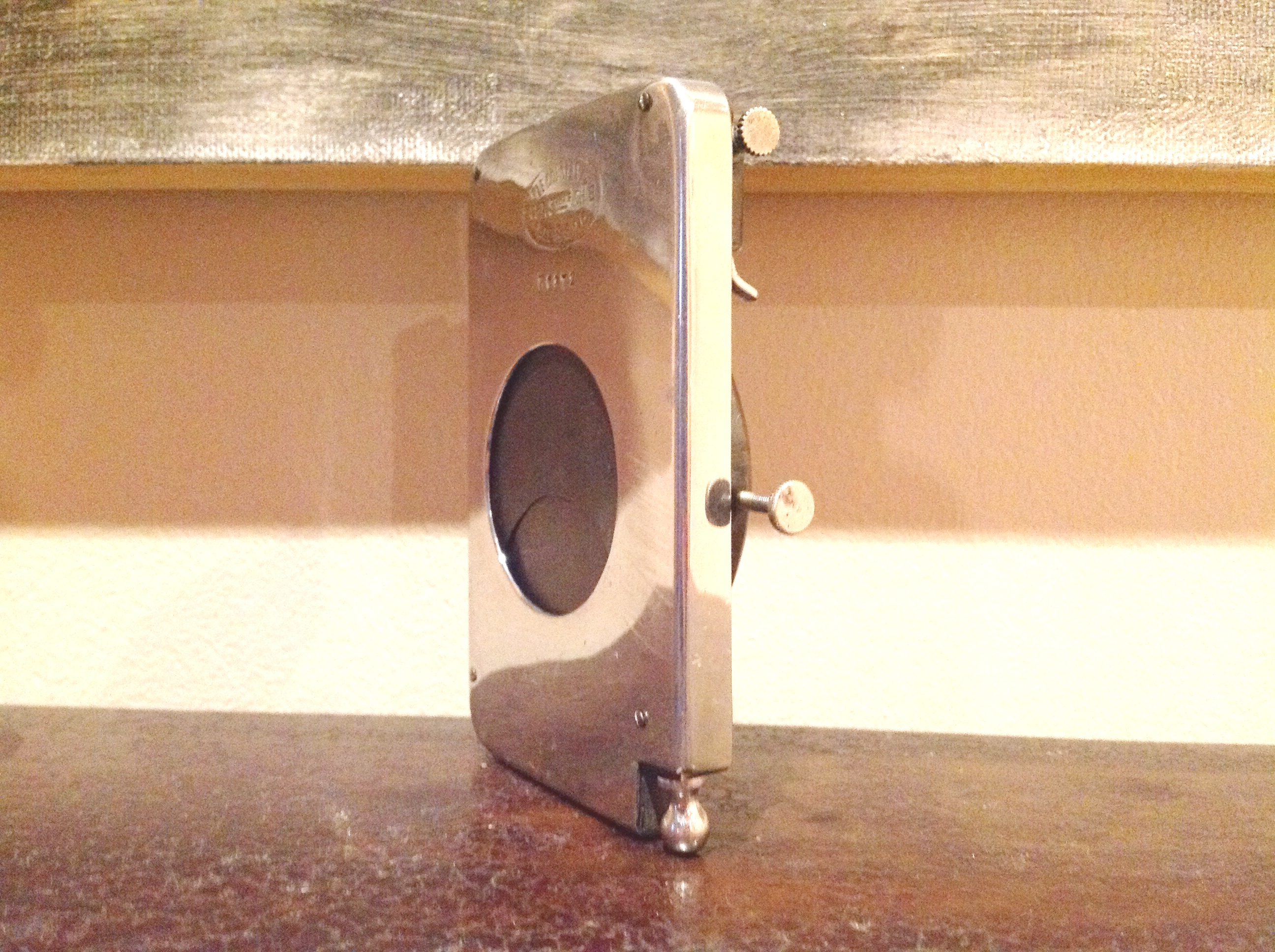
" LE CONSTANT" Obturateur CH. B., Paris, 1895, doppelter Guillotineverschluss

Blattverschluss

Der Zentralverschluss (oder Lamellenverschluss; engl. central shutter oder auch lens, leaf, blade, diaphragme shutter) ist im Fotoapparatebau neben dem Schlitzverschluss eines der zwei gebräuchlichen Konstruktionsprinzipien für den Verschluss. Eine einfachere weitere Verschlussvariante ohne Lamellen oder Vorhang, zwischen Zentral- und Schlitzverschluss, ist der einfache oder doppelte Guillotineverschluss oder der Blattverschluss für billige Kameras. Möglich ist auch ein Rotor- oder Rotationsverschluss.
Bei einer Digitalkamera ist ein mechanischer Verschluss nicht unbedingt nötig, hier kommt ein Elektronischer Verschluss zur Anwendung. So wird zum Beispiel die Vorschau auf dem Display ohne das ständige Öffnen und Schließen eines Verschlusses erzeugt. Stattdessen wird der Sensor mit einer bestimmten Frequenz ausgelesen und somit geleert, um ein neues Bild aufzunehmen. Oft wird der mechanische Verschluss dann nur zum Beenden der eigentlichen Belichtung eingesetzt, damit beim Auslesen der Pixel keine weiteren Ladungen durch weiteren Lichteinfall entstehen. Je nach eingesetztem Sensor könnte das dann zu Smearing oder Fehlbelichtungen führen.
Der Zentralverschluss befindet sich typischerweise „zentral“ im Objektiv zwischen den Linsen.
Der Zentralverschluss besteht aus mehreren konzentrisch um die optische Achse gruppierten Lamellen, die nach dem Auslösen des Fotoapparates synchron aus dieser Achse zurückschnellen und den Weg des Lichts auf den Film freigeben. Im Gegensatz zur gleich konstruierten Irisblende schließt der Zentralverschluss in Ruhestellung jedoch komplett, es kann also kein Licht den Verschlussvorhang passieren.
Bei einäugigen Spiegelreflexkameras schließt allerdings der Zentralverschluss nach dem Auslösen zunächst, da alle Bildeinstellungen zuvor bei Offenblende vorgenommen wurden. Dann klappt der Spiegel hoch, und der Zentralverschluss öffnet sich erneut für die Dauer der Belichtung und schließt sich anschließend wieder. Danach schwenkt der Spiegel zurück in den Strahlengang, und das Filmmagazin wird geschlossen. Erst jetzt wird der Film transportiert (entweder manuell oder automatisch), und der Verschluss öffnet sich wieder. Beim Schlitzverschluss entfällt dies, da dieser hinter dem Spiegel, nahe der Filmebene liegt.
Für eine optimale Belichtung muss der Zentralverschluss im Strahlengang wie eine Blende positioniert werden, sonst kann es zu geringerer Belichtung am Bildrand kommen.
Bei verschiedenen Kameras, etwa der Minox 35 ML sowie der letzten Agfa-Optima-Verschlussserie übernimmt der entsprechend gesteuerte Zentralverschluss sowohl die Funktion des Verschlusses als auch die Funktion der Blende. Dabei wird elektrisch bzw. elektronisch gesteuert, wie weit sich die Verschlusslamellen öffnen.
Während mechanisch angesteuerte Zentralverschlüsse wie Blenden meist eine größere Anzahl Lamellen aufweisen, können moderne elektrisch oder elektronisch angesteuerte Verschlüsse je nach Bauart bei gleicher Leistungsfähigkeit auch mit weniger auskommen.

## Vor- und Nachteile
Vorteile des Zentralverschlusses:
- Erschütterungs- und vibrationsarm, dadurch weniger technisch bedingtes Verziehen der Kamera.
- Meist leiser als der Schlitzverschluss.
- Erlaubt die gleichmäßige Ausleuchtung des gesamten Negativs (bei korrekter Positionierung im Strahlengang). Im Gegensatz zum Schlitzverschluss gilt dies weitestgehend bei allen Motiven, Blenden und Belichtungszeiten.
- kein Verschleifen des Motives, wie beim Schlitzverschluss durch Geschwindigkeit bzw. Belichtungszeit eventuell gegeben.
- Blitzsynchronisation bei allen Belichtungszeiten möglich.
- Ist im Gegensatz zum Schlitzverschluss sowohl bei großen Filmformaten als auch bei kleinen Kameras sinnvoll anwendbar.
- Eine Fehlfunktion des Verschlusses beeinträchtigt meist lediglich das betroffene Objektiv und nicht die ganze Kamera, es kann somit mit einem anderen Objektiv weitergearbeitet werden.
- Blenden- und Verschlussfunktionen sind bei entsprechender Ansteuerung kombinierbar, was die Konstruktion vereinfacht.

Nachteile des Zentralverschlusses:
- Belichtungszeiten kürzer als 1/500 s (1/1000 s) (1/2000 s bei Hasselblads XCD Objektiven) sind wegen der notwendigen großen Beschleunigung der beweglichen Teile nur mit größerem Aufwand realisierbar. Bei lichtstarken Objektiven liegt die Grenze bei noch längeren Zeiten.
- Bei Kameras mit Wechselobjektiven wird meist in jedem Objektiv ein Verschluss verbaut. Dadurch entstehen höhere Kosten pro Objektiv, das Objektiv wird schwerer und benötigt eine aufwändigere Konstruktion, die dazu noch eine hohe Lichtstärke verhindert oder erschwert (relevant vor allem bei Wechselobjektiven).

## Verwendung
Großformat- und Fachkameras werden aufgrund der bauartbedingten Parameter eigentlich nur mit Zentralverschluss gebaut.
Bei Kleinbild- und Sucherkameras findet er sich aus demselben Grunde bei der überwiegenden Mehrheit der Kameras. Eine bemerkenswerte Ausnahme sind hier die Leica M und technisch verwandte Kameras mit Wechselobjektiv. Im Bereich der Kleinbild-Spiegelreflexkameras kommt der Zentralverschluss nur in einzelnen Spezialobjektiven zum Einsatz (etwa für Porträtfotografie).
Im Mittelformatbereich sind beide Verschlussarten etwa gleich häufig vertreten, im Sub-Profi-Bereich überwiegen wiederum Zentral- und Guillotinenverschlüsse.